# 蘇武路夫
蘇武 路夫（そぶ みちお、生年不明 - ）は、日本の脚本家。蘇武 道夫、蘇武 道男、蘇武 路男、蘇武 路雄の筆名も用いた。

## 略歴
中国生まれ。映画、テレビドラマなどの脚本家として1960年代後半から1980年代初頭まで活動した。テレビドラマデータベースでは、1982年放送のテレビドラマ『大江戸捜査網』第3シリーズ428話「女心が悪を斬る」の共同脚本を最後にクレジット作品がなく、以降の動向が不明となっている。

## 関わった主な作品
映画
- 燃える大陸
- 反逆のメロディー
- 新宿アウトロー ぶっ飛ばせ
- まむしの兄弟 傷害恐喝十八犯

テレビドラマ
- 東京コンバット
- 大江戸捜査網
- 遠山の金さん捕物帳
- 隼人が来る
- ワイルド7
- 太陽にほえろ!
- 特捜記者
- 江戸の旋風
- 新五捕物帳

テレビアニメ
- 元祖天才バカボン